# Ernest Archdeacon
Ernest Archdeacon (Paris, 1863 — Versailles, 1950) foi um advogado francês de renome, de ascendência irlandesa, apaixonado pela aeronáutica. Teve grande influência no desenvolvimento da aviação, apesar de não ser piloto.

## Biografia
Ernest Archdeacon fez a sua primeira ascensão em balão em 1884. Em 1905, em Merlimont, perto de Berck-Plage, financiou a construção de um planador do tipo Wright por Dargent, construtor da usina aeronáutica militar de Chalais-Meudon. O aeroplano era constituído por dois planos paralelos, feitos de seda japonesa e interligados por cordas de piano. Um artigo da época descreveu a aeronave:
« Os dois planos, ligeiramente convexos na frente, têm uma envergadura de 7,50 m, uma largura de 1,44 m e distam verticalmente 1,40 m. Superfície total: 22 metros quadrados. A superfície sustentadora é um pouco menor, pois a armação que carrega o experimentador deitado separa em duas partes iguais o plano inferior. Comporta dois governos: o leme horizontal da frente, destinado à direção vertical, e que prepara a aterrissagem diminuindo progressivamente a velocidade; o leme vertical de trás, que obtém a direção no plano horizontal, isto é, a direção propriamente dita. O aeroplano é muito robusto malgrado um peso de apenas 34 quilogramas. »
As primeiras experiências ocorreram em meados de abril de 1904 sobre as dunas de 20 a 25 metros de altura sobre Berck-sur-Mer. Os experimentadores foram Gabriel Voisin, e o capitão Ferdinand Ferber.
No ano seguinte Archdeacon construiu um hidroplanador, testado no rio Sena no dia 8 de junho de 1905. A experiência consistiu no seguinte: Gabriel Voisin subiu no hidroplanador Archdeacon, que foi rebocado por uma lancha pilotada por Alphonse Tellier, La Rapière. A 40 km/h, o aparelho ergueu-se da água e elevou-se a impressionantes 17 metros de altura, percorrendo 150 metros no ar. Era a primeira vez no mundo que, em uma demonstração pública e sem vento ascendente, um hidroplanador deixava a água e voava somente com o auxílio de uma fonte mecânica exterior. Esses ensaios foram assistidos por Alberto Santos Dumont, e o inspiraram a criar o 14-bis.
Em outubro de 1904, Ernest Archdeacon patrocinou, juntamente com Henri Deutsch de la Meurthe, o Grande Prêmio da Aviação, também conhecido como Prêmio Deutsch-Archdeacon, para o primeiro voo circular realizado por um mais pesado que o ar, no valor de 50 mil francos, o equivalente a 10 mil dólares. O prêmio foi ganho em 13 de janeiro de 1908 por Henry Farman no gramado de Issy-les-Moulineaux.
Em 30 de maio do mesmo ano, Ernest Archdeacon tornou-se o primeiro passageiro da história da aviação ao acompanhar Henry Farman num voo no biplano Voisin vitorioso.
Como a maior parte dos franceses, Archdeacon permaneceu cético sobre a realidade dos voos dos irmãos Wright até que eles viessem repetir as suas demonstrações na França, em agosto de 1908, perto de du Mans.

## Esperanto
Archdeacon falava esperanto, língua que aprendeu em 1908. Publicou "Por que me tornei esperantista" (Pourquoi je suis devenu espérantiste, Paris: Fayard, 1910, 265p.), com prefácio de Henri Farman. Eleito presidente da Sociedade Francesa para a Propagação do Esperanto em 1925, foi até o fim da vida um ativo divulgador da ideia dessa língua internacional neutra.